# Drabčík sršní
Drabčík sršní (Velleius dilatatus) je druh brouka z čeledi drabčíkovití, který dorůstá velikosti 15–24 mm. Obývá oblasti, kde sídlí sršni – žije buď jako komenzál přímo uvnitř hnízd, ale nalézán bývá i na stromech v jejich okolí.

## Popis
Hmyz s proměnou dokonalou, tedy vajíčko, larva nebo housenka (několikrát se svléká), kukla a dospělec.
Drabčík sršní má hlavu a štít hnědočerné barvy, zatímco krovky a zadeček jsou černé. Většina těla je lysá, ale na krovkách jsou pozorovatelné chlupy.

## Škodlivost
Tento druh není škůdce.

## Ochrana
Tento druh není v České republice chráněný.